# Tomás de Azcárate
Tomás de Azcárate García de Lomas (San Fernando, 24 de octubre de 1889-Cádiz, 16 de agosto de 1936) fue un militar español, capitán de fragata de la Marina de Guerra de la República Española, ejecutado por los sublevados al inicio de la Guerra Civil.

## Biografía
Cadete en la escuela de la Armada desde 1902. Hijo de Tomás de Azcárate Menéndez, que fue contralmirante de la Armada y dirigió el Observatorio de San Fernando, era miembro de una larga saga familiar de destacados políticos, juristas y marinos españoles como Gumersindo de Azcárate, Pablo, Patricio, Justino y Manuel de Azcárate. En la Armada, Tomás estuvo al mando del submarino A-3 entre 1920 y 1922 y del destructor Lazaga de 1934 a mayo de 1936, ya en la Segunda República.
Cuando se produjo el golpe de Estado de julio de 1936 que dio lugar a la Guerra Civil había sido destinado a la base naval de Cádiz como jefe interino. A las órdenes del capitán Antonio Yáñez-Barnuevo, se mantuvo fiel a la legalidad republicana y participó activamente en la defensa de la sede del gobierno civil y de la diputación gaditana donde se encontraban las autoridades, como Mariano Zapico, gobernador, y Francisco Cossi, presidente de la diputación provincial. Aguantaron la posición durante todo el 18 de julio con un puñado de hombres armados y sufriendo intensos bombardeos de artillería de las tropas a las órdenes de los generales sublevados, José López-Pinto Berizo y José Varela Iglesias. Al día siguiente, tras unirse a los sublevados tropas Regulares procedentes de Ceuta, los defensores debieron rendir la posición. Detenido, se le abrió expediente para consejo de guerra junto con Mariano Zapico, el secretario de este, Antonio Mascalio, el presidente de la diputación, Francisco Cossi, el oficial de telégrafos Luis Parrilla Asensio, el capitán Yáñez-Barnuevo y el teniente coronel de carabineros, Leoncio Jaso. Tras el fusilamiento el 6 de agosto de Zapico, Jaso, Yáñez-Barnuevo y Parrilla, se ordenó abrir un nuevo expediente a Azcárate, Macalio y Cossí, pero Azcárate junto con Macalio fue fusilado en el castillo de Santa Catalina por orden personal del general sublevado, Gonzalo Queipo de Llano, el 16 de agosto, antes de instruirse el nuevo expediente.